# Wangirifraude
Wangirifraude of wangiri is een vorm van fraude of telefonische oplichting waarbij er geprobeerd wordt om mensen terug te laten bellen naar dure betaalnummers. 
Het woord wangiri is Japans voor één keer overgaan en stoppen.
Wangirifraude bestaat al langere tijd en komt af en toe voor.

## Methode
De wangirifraude werkt als volgt. Vanaf een onbekend, vaak buitenlands, nummer wordt er gebeld naar een telefoonnummer. Na een enkele keer overgaan wordt er aan de andere kant weer opgehangen. De telefoonfraudeurs hopen dan dat het onbekende nummer weer wordt teruggebeld.
Wanneer dat onbekende nummer niet wordt teruggebeld is er niets aan de hand.
Wanneer dat onbekende nummer wel wordt gebeld, probeert men aan de andere kant de beller zo lang mogelijk aan de lijn te houden. Dit wordt gedaan door bijvoorbeeld het laten horen van een wachttoon of een ingesprektoon, waardoor er gedacht wordt dat er (g)een verbinding gemaakt wordt of men hoort helemaal niets. In werkelijkheid belt men naar een duur betaalnummer in bijvoorbeeld Afghanistan en laat men dan een bandje horen waardoor mensen vaak niet meteen zelf dit gesprek beëindigen en het "gesprek" minuten kan blijven duren. Het gevolg is dan dat de kosten blijven oplopen en er een hoge telefoonrekening betaald moet worden.

## Schade
De schade die door deze fraude ontstaat wordt vaak niet door telefoonproviders vergoed.
Jaarlijks zijn honderden klanten de dupe van wangiri.

## Bestrijding
Telefoonproviders blokkeren vaak dergelijke nummers wanneer ze in het telefonieverkeer fraudepatronen herkennen, maar niet altijd. Wangiri voorkomen is lastig omdat de daders vaak nieuwe nummers gebruiken.